# Carmen García Dávila
Carmen Rosa García Dávila (Iquitos, 1964) es una bióloga peruana dedicada a preservar la biodiversidad de la Amazonía. Desde el 2002, ejerce como investigadora del Instituto de Investigaciones de la Amazonía Peruana (IIAP). Sus investigaciones abarcan la evaluación de la flora y fauna amazónica, la ecología, biología y genética molecular de dichas poblaciones. Ha encabezado el análisis genético y secuenciamiento de más de 800 especies amazónicas, a las cuales se les asignó un código de barras genético basado en las bases nitrogenadas del ADN, con el fin de facilitar la identificación y conservación de las especies. En el 2021 asumió la presidencia ejecutiva del IIAP, cargo que ejerce a la actualidad. En 2025, la nueva especie de rana Scinax garciadavilae, fue nombrada en su honor.

## Biografía

### Primeros años y educación
Carmen Rosa García nació en Iquitos en 1964. En 1990, obtuvo el grado de bachiller y la licenciatura en Educación en Biología y Química por la Universidad Nacional de la Amazonía Peruana (UNAP), iniciando su vida profesional con el ejercicio de la docencia del curso de biología en instituciones educativas de nivel secundario de Iquitos. A la par, estudió biología como segunda carrera profesional, obteniendo el grado de bachiller en 1995 por la UNAP.
En 1998 alcanzó el grado de magíster en Ciencias Biológicas con mención en Biología de Agua dulce y Pesca Interior por la Universidad Federal del Amazonas (UFAM) de Brasil y, en el 2002, el grado de doctora en la misma especialidad.
Realizó diferentes pasantías de investigación en instituciones como el Instituto Nacional de Pesquisas da Amazônia en Brasil (2010), Instituto de Investigación para el Desarrollo, en Francia (2016), Thünen - Institute of Forest Genetics en Alemania (2017) y Centro de Ecología e Hidrología en Reino Unido(2017).

## Carrera
En el 2002 ingresa a trabajar como investigadora en el Instituto de Investigaciones de la Amazonía Peruana (IIAP), implementado al año siguiente un laboratorio especializado en Biología y Genética molecular el cual dirigió hasta el 2021, año en el que asumió la presidencia ejecutiva del IIAP.  Su trabajo como investigadora se ha centrado en estudiar la genética de plantas y animales amazónicos con potencial económico.
En el 2018, estudio la taxonomía, ecología, biología y distribución de las diferentes especies de peces amazónicos de consumo humano.
En el  2021, participó en varios estudios desde la conservación de diferentes especies de peces migratorios amazónicos, peces ornamentales que habitan la Amazonía Peruana hasta la dinámica en que la se desenvuelven los peces a nivel de especie en dos cuencas fluviales a través de un método de metacodificación de barras o metabarcording.
Junto a su equipo del IIAP, ha desarrollado un banco molecular (barcoding) de referencia con información genética de más de 800 especies de  peces, anfibios, reptiles y mamíferos acuáticos de la Amazonía. Esta técnica asigna a cada especie un código único, basado en las bases nitrogenadas del ADN, que facilita a través del análisis de ADN ambiental (eDNA), la identificación precisa, evaluación del estado de conservación y el manejo sostenible de los recursos amazónicos.
Ha liderado distintos proyectos de investigación, algunos de ellos financiados a través de fondos concursables del CONCYTEC, entre ellos:
- Determinación del estado de vulnerabilidad de cuatro especies amazónicas emblemáticas en la Reserva Nacional Pacaya Samiria estimado mediante eDNA.
- Efectos antropogénicos sobre la biodiversidad en la Amazonía peruana evaluados mediante el uso del ADN ambiental (eDNA).
- Aplicación de marcadores moleculares (barcoding y metabarcoding) en la caracterización de peces ornamentales y de consumo de la Amazonía peruana y su aplicación en el monitoreo de la exportación, comercio y planes de manejo.[3]

Su producción científica la ha colocado en el nivel "Investigador Distinguido", el más alto del registro de investigadores del Perú RENACYT. Cuenta con más 56 artículos publicados en revistas indexadas como Scopus, Web of Science y Scielo,  y una trayectoria de 20 años de experiencia en la evaluación de recursos naturales. Su trabajo de preservación abarca la ecología, biología y genética molecular de las poblaciones amazónicas.
También es integrante del capítulo latinoamericano del World Aquaculture Society y codirectora del Laboratorio Mixto Internacional: Evolución y Domesticación de la Ictiofauna Amazónica (LMI EDIA), conformado por la Universidad Autónoma Gabriel René Moreno (Bolivia), el laboratorio de Biología de los Organismos y Ecosistemas (UMR BOREA) del IRD (Francia) y el IIAP.
Durante los periodos 2022 al 2024 fue miembro del Comité Pro Mujer en Ciencia, Tecnología e Innovación del CONCYTEC. 

## Obras
- En 2018, participó en el libro Peces de consumo de la Amazonía peruana, donde se aborda detenidamente sobre la taxonomía, ecología, biología y distribución de las diferentes especies en dicho sector.[18]
- En 2021, participó en el libro Peces ornamentales de la Amazonía Peruana, donde se describen 212 especies de peces ornamentales que habitan la Amazonía Peruana desde aspectos taxonómicos, ecológicos, biológicos, zonas geográficas donde fueron registradas, datos de comercialización, nacional e internacional del 2000 al 2017.[19]

## Premios y reconocimientos
- En 2007, recibió el premio “Mujeres más destacadas de Iquitos en el área de la investigación científica”, otorgado por el Gobierno Regional de Loreto.[3]
- En 2021, fue designada por el Estado Peruano como uno de los nueve miembros del Comité Consultivo de Ciencia Tecnología e Innovación del Perú.[26]
- En 2021, fue Miembro del Comité de Integridad Científica del CONCYTEC.[27]
- En 2022, 2023 y 2024, fue designada como una de las 13 mujeres miembros del Comité Pro Mujer en Ciencia, Tecnología e Innovación del CONCYTEC.[24][25][28]
- En 2025, en honor a su destacada trayectoria científica, una nueva especie de rana semi arborícola fue nombrada Scinax garciadavilae. Este reconocimiento se otorgó a García Dávila por sus décadas de compromiso apasionado con la investigación y conservación de la biodiversidad amazónica y por su labor en el empoderamiento de las mujeres en la ciencia en Perú, fomentando especialmente el desarrollo de investigadoras en la región amazónica.[15][29][16]